# 谢丽尔·布恩·伊萨克斯
谢丽尔·布恩·伊萨克斯（英語：Cheryl Boone Isaacs，1949年—），美国电影营销和公关高层人员。她曾代表凭借一年一度的奥斯卡金像奖闻名的美国电影艺术与科学学院公关部，出任学院理事会理事。截至2013年，她已担任该职长达21年之久。2013年7月30日，她获选为学院第35任主席。伊萨克斯是该职位的首位非裔美国人和继贝蒂·戴维斯和费·卡宁之后的第三位女性。

## 延伸阅读
- Gregory, Mollie. Women Who Run the Show: How a Brilliant and Creative New Generation of Women Stormed Hollywood.（页面存档备份，存于） New York: St. Martin's Griffin, 2003. ISBN 978-0-312-31634-1 OCLC 56700429